# Christuskirche (München-Neuhausen-Nymphenburg)

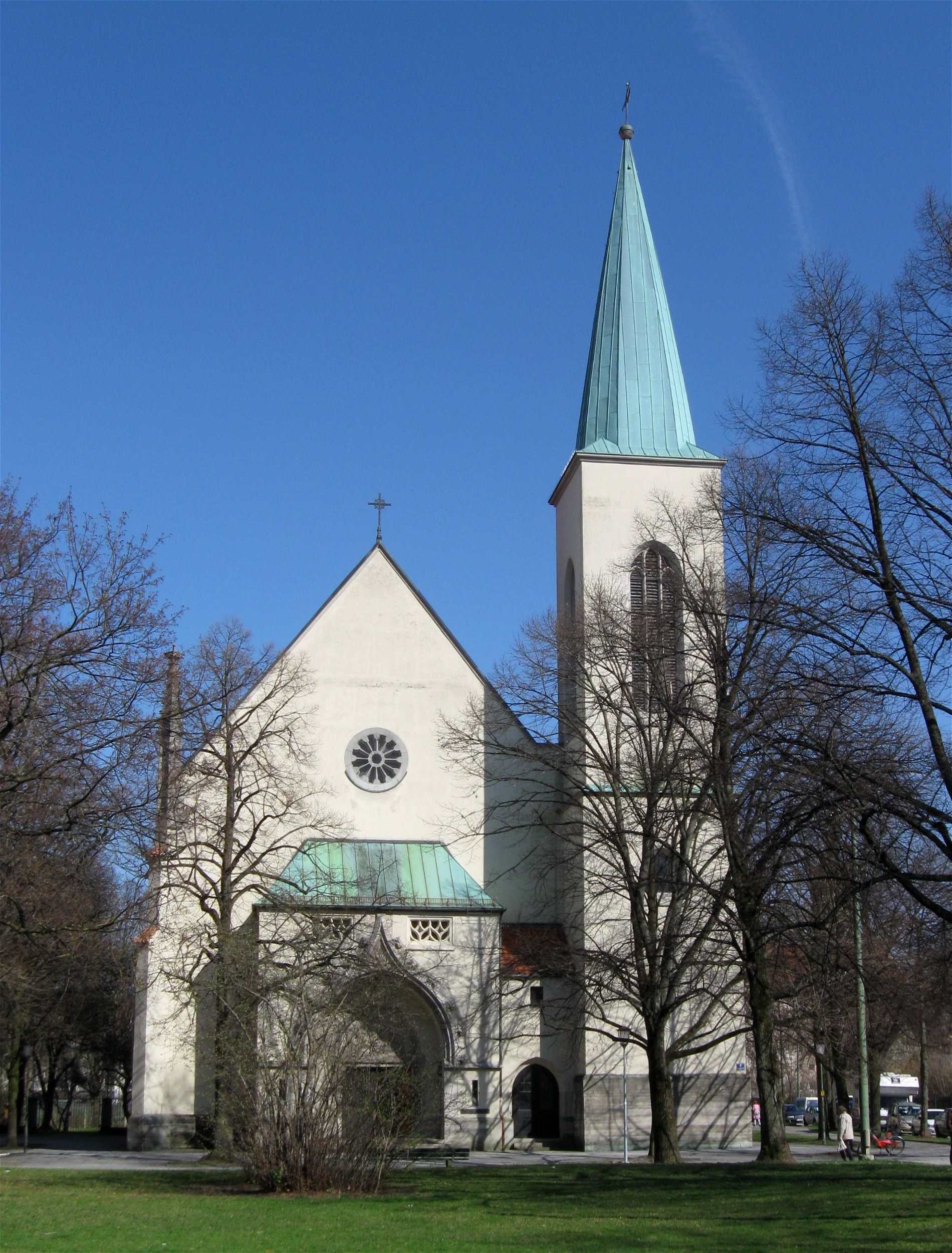
Christuskirche

Die Christuskirche am Dom-Pedro-Platz 4 in München ist das Kirchengebäude einer Gemeinde der Evangelisch-Lutherischen Kirche in Bayern. Die Gemeinde ist mit fast 9.000 Mitgliedern die größte evangelische Kirchengemeinde Münchens und prägt gemeinsam mit der Stephanuskirche und zahlreichen diakonischen Einrichtungen das evangelische Leben im Stadtbezirk Neuhausen-Nymphenburg.
Über die eigenen Grenzen hinaus wirkt die Gemeinde durch regelmäßige Konzerte und Musicals, gestaltet von sechs verschiedenen Chören (vom Großen Chor mit ca. hundert Sängern bis zum Kinderchor der Kirchenspatzen). Hier entstand auch 1978 das Cross-over-Werk Rock Requiem. Die Narrenpredigt am Faschingssonntag war von 2002 bis 2020 Tradition.
Zum Erhalt der Gebäude trägt die 2007 gegründete Stiftung Christuskirche bei.

## Kirchengebäude
Die Kirche ist ein im Stil der Neugotik in den Jahren 1899 bis 1901 errichteter, unter Denkmalschutz stehender (Denkmalliste Nr. D-1-62-000-1313) Kirchenbau im Stadtbezirk Neuhausen-Nymphenburg der bayerischen Landeshauptstadt München.
Er steht am Dom-Pedro-Platz 4. Das Prodekanat München-West hat seinen Sitz im benachbarten Pfarramt am Dom-Pedro-Platz 5, der von der Kirchengemeinde getragene Kindergarten am Dom-Pedro-Platz 3.
Im 1926 fertiggestellten Gemeindehaus mit einem großen Saal (Braganzastraße 11) tagte am 23. August 1934 die letzte bayerische Landessynode während des Dritten Reichs.

### Baugeschichte
Der Bau erfolgte in den Jahren 1899 bis 1900 durch das Bauunternehmen Heilmann & Littmann nach Plänen des Architekten Erich Göbel im neugotischen Stil. Im Juli 1944 wurde die Kirche schwer beschädigt und bis etwa 1953 nach Plänen des Architekten Bruno Biehler vereinfacht wiederhergestellt. Insbesondere erhielt der spitze Turm einen einfacheren Abschluss (unter Weglassung des Oktogons) und auch das große, von Prinzregent Luitpold gestiftete Fenster an der Westfassade (von Franz Xaver Zettler) wurde nicht wieder hergestellt. Beim Wiederaufbau erhielt die Kirche eine flache Kassettendecke anstelle des hölzernen Gewölbes. 1962 wurden eine neue Kanzel und ein neuer Altar errichtet. Zu tiefgreifenden Eingriffen kam es 1975, als im Chorraum ein durch eine 1,50 m hohe Mauer abgetrennter Nebenraum angeordnet wurde. 1999 wurde die Kirche renoviert.

### Baugestalt
Die Westfassade der geosteten Kirche öffnet sich zur Grünfläche des Dom-Pedro-Platzes hin. Der Turm steht in der Südwestecke. Vor der Westfassade mit einem Rosettenfenster im oberen Bereich steht ein neugotischer Portikus.

### Ausstattung

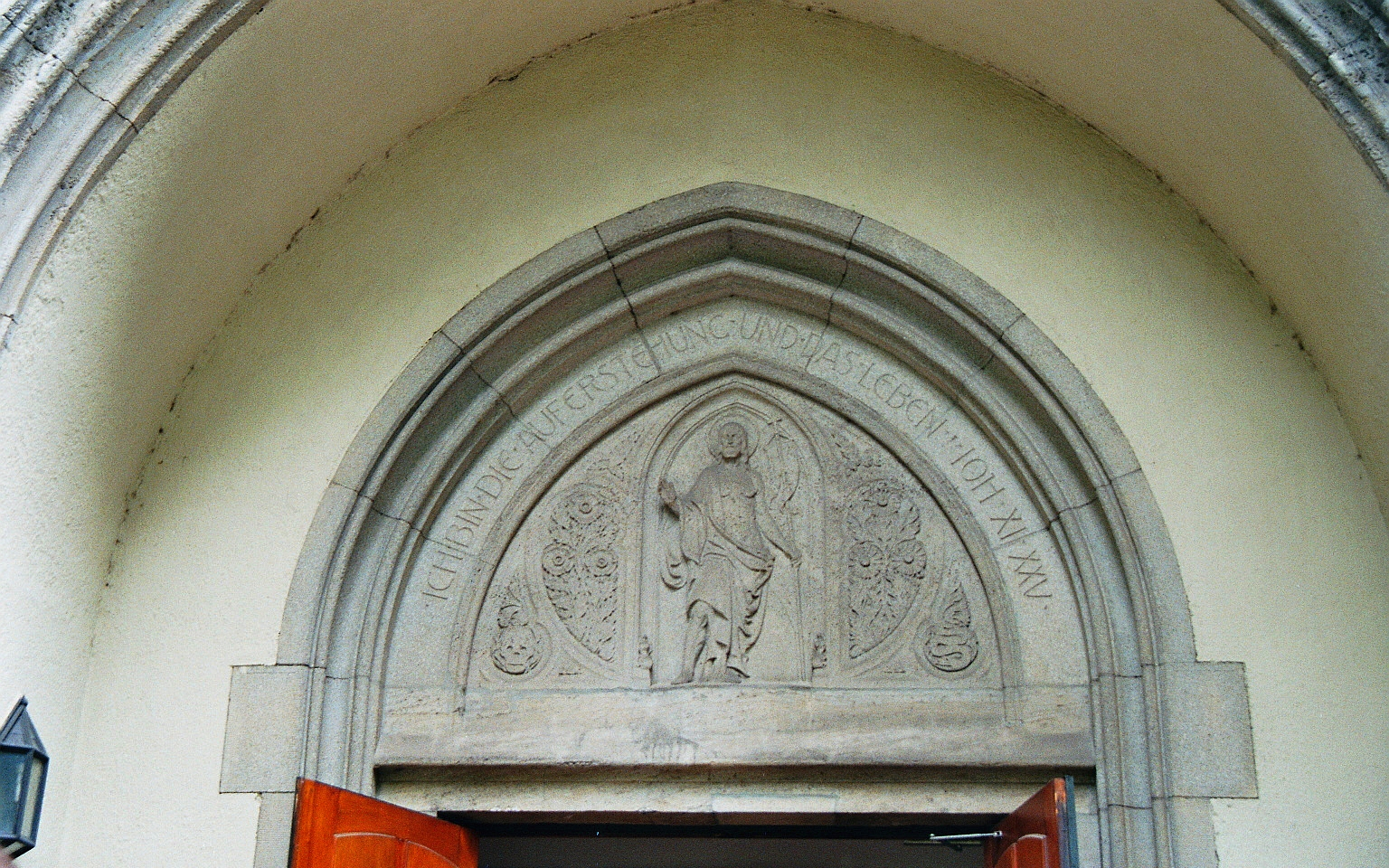
Tympanon

Über dem Portal zeigt ein von dem Bildhauer Ernst Pfeifer im Jahr 1908 geschaffenes Tympanon den auferstandenen Christus.
Den niedriger als im ursprünglichen Bau wiederaufgebauten Turm krönt eine Wetterfahne, die einen Posaunenengel darstellt.
Das Geläut wurde in den beiden Weltkriegen entfernt und 1955 durch neue Glocken ersetzt. Die Stimmung der vier Glocken (cis-e-fis-a) folgt als Idealquartett dem Motiv des Dresdner Amens (auch Grals- oder Parsifal-Motiv). Die ersten drei Töne bilden außerdem den Beginn des gregorianischen Te Deum laudamus (Herr Gott, dich loben wir), die letzten drei den Beginn von Gloria in excelsis Deo (Ehre sei Gott in der Höhe).
Das Altarkreuz wurde 1962 von Anne von Miller-Schütz gestaltet und ist seit 1975 als Stehkreuz aufgestellt.
Die 1962 eingebrachten Chorfenster stammen von Helmut Ammann.

### Orgel

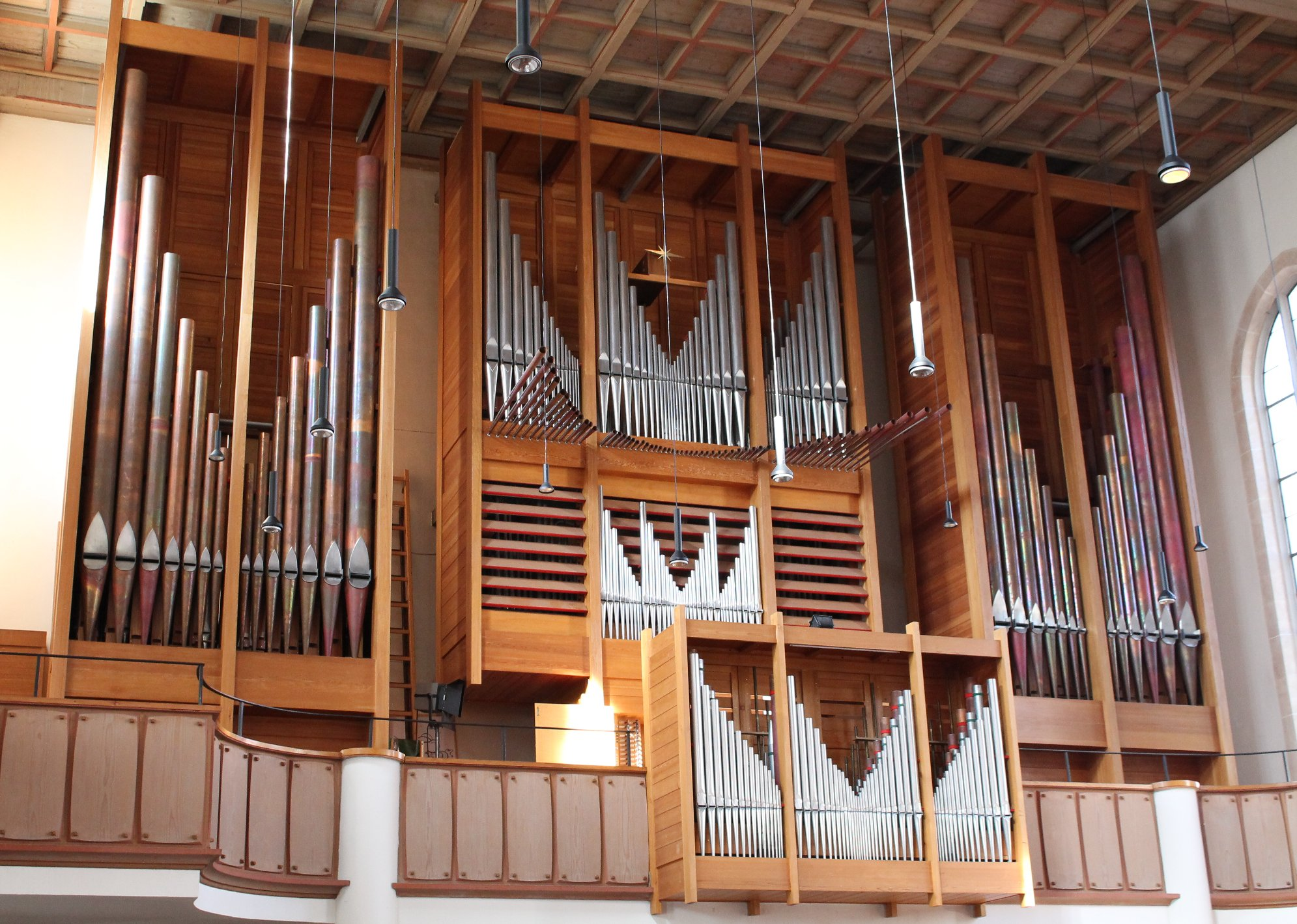
Orgel

Anstelle der 1944 bei einem Bombenangriff zerstörten Steinmeyer-Orgel aus dem Jahr 1940 wurde 1966 eine Rieger-Orgel mit rund 4.000 Pfeifen, 46 Registern und drei Manualen geschaffen, die 2001 renoviert wurde. Das Instrument ist ein bedeutendes Denkmal der Orgelbewegung in der Münchner Orgellandschaft und hat heute folgende Disposition:
| I Hauptwerk C–g3 |        |
| Spitzgedackt     | 16′    |
| Principal        | 8′     |
| Rohrflöte        | 8′     |
| Octave           | 4′     |
| Spitzflöte       | 4′     |
| Quinte           | 2 ⁄3′  |
| Octave           | 2′     |
| Terz             | 1 3⁄5′ |
| Mixtur major IV  | 1 ⁄3′  |
| Mixtur minor III | 2⁄3′   |
| Fagott           | 16′    |
| Span. Trompete   | 8′     |

| II Rückpositiv C–g3 |       |
| Kupfergedackt       | 8′    |
| Quintade            | 8′    |
| Principal           | 4′    |
| Koppelflöte         | 4′    |
| Gemshorn            | 2′    |
| Quintlein           | 1 ⁄3′ |
| Sesquialtera II     |       |
| Scharff IV          | 1′    |
| Krummhorn           | 8′    |
| Tremulant           |       |

| III Brustwerk C–g3 |        |
| Holzgedackt        | 8′     |
| Salicional         | 8′     |
| Principal          | 4′     |
| Gemshorn           | 4′     |
| Nazard             | 2 ⁄3′  |
| Nachthorn          | 2′     |
| Terz               | 1 3⁄5′ |
| Octave             | 1′     |
| Mixtur III         | 1⁄3′   |
| Bärpfeife          | 16′    |
| Trompete           | 8′     |
| Musette            | 8′     |
| Tremulant          |        |

| Pedal C–f1    |         |
| Principal     | 16′     |
| Subbaß        | 16′     |
| Nasat         | 10 2⁄3′ |
| Octave        | 8′      |
| Spillflöte    | 8′      |
| Nachthorn     | 4′      |
| Pommer        | 2′      |
| Baßzink IV    | 5 1⁄3′  |
| Choralbaß III | 4′      |
| Glockenton IV | 2′      |
| Obertöne IV   |         |
| Bombarde      | 16′     |
| Posaune       | 8′      |
| Clairon       | 4′      |
| Tremulant     |         |

- Koppeln: II/I, II/III, III/I, I/P, II/P, III/P
- Nebenregister: Cymbelstern
- Spielhilfen: 200 freie Kombinationen

Die ursprüngliche Disposition aus dem Jahr 1966, entworfen von Josef von Glatter-Götz jun. (Fa. Rieger) und dem damaligen Landeskirchenmusikdirektor Friedrich Högner, lautet wie folgt:
| I Hauptwerk C–g3 |                |
| Spitzgedackt     | 16′            |
| Principal        | 8′             |
| Rohrflöte        | 8′             |
| Octave           | 4′             |
| Spitzflöte       | 4′             |
| Quinte           | 2 ⁄3′          |
| Octave           | 2′             |
| Terzsepta II     | 1 3⁄5′ + 8⁄15′ |
| Mixtur VI        | 1 ⁄3′          |
| Buntcymbel IV    |                |
| Fagott           | 16′            |
| Span. Trompete   | 8′             |

| II Rückpositiv C–g3 |       |
| Kupfergedackt       | 8′    |
| Quintade            | 8′    |
| Principal           | 4′    |
| Koppelflöte         | 4′    |
| Gemshorn            | 2′    |
| Quintlein           | 1 ⁄3′ |
| Sesquialtera II     |       |
| Scharff IV          | 1′    |
| Krummhorn           | 8′    |
| Tremulant           |       |

| III Brustwerk C–g3 |        |
| Holzgedackt        | 8′     |
| Salicional         | 8′     |
| Principal          | 4′     |
| Spitzgamba         | 4′     |
| Nachthorn          | 2′     |
| Terz               | 1 3⁄5′ |
| Octave             | 1′     |
| Carillon IV        | 1′     |
| Cymbel III         | 1⁄3′   |
| Bärpfeife          | 16′    |
| Trompete           | 8′     |
| Musette            | 8′     |
| Tremulant          |        |

| Pedal C–f1    |         |
| Principal     | 16′     |
| Subbaß        | 16′     |
| Nasat         | 10 2⁄3′ |
| Octave        | 8′      |
| Spillflöte    | 8′      |
| Nachthorn     | 4′      |
| Pommer        | 2′      |
| Baßzink IV    | 5 1⁄3′  |
| Choralbaß III | 4′      |
| Glockenton IV | 2′      |
| Bombarde      | 16′     |
| Posaune       | 8′      |
| Clairon       | 4′      |
| Tremulant     |         |

- Koppeln: II/I, II/III, III/I, I/P, II/P, III/P
- Nebenregister: Cymbelstern
- Spielhilfen: 48 freie Kombinationen
- Anmerkungen

1. 1 2  horizontal im Prospekt
2. 1 2  im Schwellkasten bis auf das Prospektregister Principal 4'